# Erviñou
Erviñou o San Cristobo de Erviñou (llamada oficialmente San Cristovo de Erviñou) es una parroquia y una aldea española del municipio de Valle del Dubra, en la provincia de La Coruña, Galicia.

## Entidades de población
Entidades de población que forman parte de la parroquia:
- Abelenda
- Erviñou
- San Cristobo (San Cristovo)

## Demografía

### Parroquia
| Gráfica de evolución demográfica de Erviñou (parroquia) entre 2000 y 2019 |
|                                                                           |
| Datos según el nomenclátor publicado por el INE.                          |

### Aldea
| Gráfica de evolución demográfica de Erviñou (aldea) entre 2000 y 2019 |
|                                                                       |
| Datos según el nomenclátor publicado por el INE.                      |